# Selce
La selce è una roccia sedimentaria composta quasi esclusivamente di silice.

## Formazione
Questa roccia si forma in due modi:
- per l'accumulo di resti di organismi a guscio o scheletro siliceo quali radiolari, diatomee, silicoflagellati e spugne, prendendo il nome di radiolarite o diatomite.
- per segregazione e accumulo di silice, proveniente da rocce terrigene e rocce carbonatiche.

La selce tende a concentrarsi in lenti estremamente compatte e pressoché inattaccabili dagli agenti atmosferici, peculiarità che, insieme con la relativa abbondanza, la durezza e la frattura concoide ne hanno fatto il materiale principe delle prime industrie litiche.

## Uso
Le selci lavorate sono una testimonianza fondamentale dei primi insediamenti umani; le tecniche lavorative utilizzate per crearle (scheggiatura) consentono di individuare diversi periodi della preistoria. L'uso è continuato, poi, fino a periodi relativamente recenti. Nel XVII secolo erano ancora adoperati, specialmente presso i popoli delle Americhe, coltelli con la lama di questo materiale che veniva usato anche per le punte delle frecce.
È necessario però distinguere la selce lavorata dalle sue schegge naturali, chiamate eoliti.
La selce, in quanto pietra focaia, è stata fondamentale anche per il funzionamento degli acciarini manuali (in Europa e nel bacino del Mediterraneo almeno dall'età altomedievale) e, dal XVII al XIX secolo, anche per far scintillare i meccanismi accensivi delle armi da fuoco, fino all'avvento delle armi "a percussione".